# Virginia Astley
Virginia Astley (Garston, 26 september 1959) is een Britse singer-songwriter en toetseniste, meest actief tijdens de jaren 1980 en 1990. Haar carrière als songwriter begon in 1980. Haar klassieke opleiding beïnvloedde haar, evenals haar verlangen om met haar muziek te experimenteren. Hoewel ze populairder is in het Verre Oosten, met name Japan, blijft ze een cultkunstenaar in haar geboorteland Engeland.

## Biografie
Virginia Astley werd geboren in Garston, Hertfordshire, samen met haar tweelingzus Alison in 1959, de tweede dochter van componist Edwin Astley, bekend van tv-thema's als The Saint, en zijn vrouw Hazel Balbirnie, die hij in 1945 trouwde. De familie van Virginia Astley kwam uit de regio Warrington en woonde in Grappenhall and Thelwall, waar haar oudere zus Karen werd geboren in 1947. De familie verhuisde naar Stanmorein Middlesex vanwege Edwins werk als film- en tv-schrijver. Begin jaren 1960 was hij muzikaal leider bij ITC Entertainment in Borehamwood, het bedrijf dat verantwoordelijk was voor tv-series als The Saint en Danger Man. In 1968 trouwde haar zus Karen met Pete Townshend van The Who. Tijdens de jaren 1970 werd Virginia's oudere broer Jon Astley tape-operator voor Eric Clapton en werkte hij zich op naar zijn huidige activiteiten als remasterer en producent.
Virginia begon op 6-jarige leeftijd piano te spelen en op 14-jarige leeftijd fluit. Na haar schooltijd studeerde ze aan de Guildhall School of Music and Drama. Haar eerste professionele optreden in het openbaar was als straatmuzikant buiten het metrostation South Kensington. In 1980 deed ze auditie voor de nieuwe band the Victims of Pleasure uit Clapham. Virginia speelde keyboards en speelde een korte tijd met hen in clubs en pubs in Londen. De band bracht tussen 1980 en 1982 drie singles uit voordat ze uit elkaar gingen. Daarna schreef, arrangeerde en speelde Virginia muziek met Skids-frontman Richard Jobson voor het album The Ballad Of Etiquette. Hun samenwerking ging verder toen Jobson naar het Belgische label Les Disques Du Crépuscule verhuisde en Astley werkte mee aan de Crépuscule-compilatie The Fruit of the Original Sin. Ze werkte ook mee aan The Dream Makers (in samenwerking met filmmaker Jean Paul Goude) voor een coverversie van La Chanson d'Helene (Helen's Song), met een vroeg voorbeeld van haar kenmerkende vocale stijl.
In deze vroege periode begon Virginia serieus na te denken over het vrijgeven van haar eigen materiaal, maar van deze plannen kwam echter niet meteen iets terecht. In 1981 tekende ze bij het kleine Britse label Why-Fi en nam ze een reeks nummers op. Schoolvriend Jo Wells (Kissing the Pink) en universiteitsvriend Nicky Holland droegen beiden bij, evenals Tony Butler, Mark Brzezicki en Peter Hope-Evans. Virginia ontving toen een aanbod van de Why-Fi-artiest Troy Tate voor een ondersteunende bandpositie met The Teardrop Explodes. Toen ze in de jaren 1990 ontdekte dat haar muziekstijl populair was in Japan, ging ze samenwerken met Aziatische artiesten.
Virginia rekruteerde Nicky Holland en universiteitsvriendin Kate St. John om de band The Ravishing Beauties te formeren. Het trio voegde zich in de winter van 1981 bij The Teardrops in Liverpool voor een reeks optredens in kleine clubs en een Britse tournee begin 1982. Ze namen ook op met Echo & the Bunnymen, Skids en Siouxsie & the Banshees. Kate St. John en Nicky Holland hielden hun solocarrière in stand tijdens de jaren 1990 ten tijde van de heropleving van Virginia in Japan. The Ravishing Beauties namen niet op als band, maar verschenen in radioshows, waaronder een John Peel Session op BBC Radio 1 in april 1982. The Ravishing Beauties speelden voor het eerst in Club Zoo in Liverpool en volgden dit met de ondersteuningstournee met The Teardrop Explodes. Virginia schreef de meeste nummers van de band, waarvan sommige verschenen op haar eerste solo-project met Why-Fi. De band was van korte duur, waarbij St. John eerst model werd en vervolgens lid van The Dream Academy, terwijl Holland sessiewerk deed en zich bij Tears for Fears aansloot.
Een van de eerste muzikanten waarmee Astley opnam, was Richard Jobson. Samen met John McGeoch en Josephine Wells creëerden ze een muzikale achtergrond voor de poëzie van Jobson. Dit werk werd eind 1981 uitgebracht als The Ballad of Etiquette. Later ging Astley met Jobson optreden in Japan. Ze werkte ook aan andermans projecten, waaronder werk voor het label Les Disques Du Crépuscule, piano spelen en muziek arrangeren voor Richard Jobson en Anna Domino. Ze had ook een track op From Brussels with Love in 1982. Sessies volgden met Richard Jobson en Russell Webb voor het laatste Skids-album Joy, met Astley op fluit en als achtergrondzanger.
Astley nam het soloalbum She Stood Up And Cried op voor Crépuscule, maar dit werd ingetrokken en uiteindelijk drie jaar later uitgebracht als Promise Nothing. Ze tekende medio 1981 bij Why-Fi en nam de ep A Bao A Qu op, de titel ontleend aan een Maleise legende in Jorge Luis Borges' Book of Imaginary Beings (1967). Deze werd geproduceerd door Jon Astley en Phil Chapman. Met behulp van de demostudio Elephant Studios in Wapping nam Astley het nummer Love's a Lonely Place to Be op, dat haar in 1983 in de indie-top 10 (#8) zou plaatsen, een lied van wanhoop en angst ondanks het Christmas Carol geluid. Het nummer zou later deel uitmaken van de lp Hope in a Darkened Heart uit 1986. In 1982 speelde Virginia ook piano op het album All the Best Cowboys Have Chinese Eyes van haar zwager Pete Townshend. Het album From Gardens Where We Feel Secure werd uitgebracht in augustus 1983 en werd opgenomen op Astley's eigen label Happy Valley en gedistribueerd door Rough Trade Records, dat het sindsdien opnieuw heeft uitgegeven. Het album behaalde een plaats in de top 5 van de indie-hitlijst (#4), maar noch single noch album werd vermeld in de reguliere hitlijsten.
In 1983 formeerde Astley een meer permanente bezetting met de strijkers Audrey Riley, Jocelyn Pook en Anne Stephenson, met gasten als drummer Brian Nevill en componist Jeremy Peyton Jones. In 1984 speelde Astley keyboards op tournee met Prefab Sprout rond de tijd van hun eerste album en ze deed ook sessies voor hun Kitchenware Records labelgenoten Martin Stephenson and the Daintees, Vic Godard en Zeke Manyika.
In 1984 tekende Virginia bij Arista Records, maar vertrok om naar Elektra Records te gaan. Darkness Has Reached its End en Tender werden beide opgenomen op dit moment. Toen Elektra UK stopte, ging ze naar WEA, waar ze vervolgens het album Hope in a Darkened Heart opnam met Ryuichi Sakamoto in 1986. Het succes van dit album in Japan betekende dat Virginia werd gevraagd om te tekenen bij Nippon Columbia, met wie ze nog de twee albums All Shall Be Well in 1992 en Had I The Heavens in 1996 opnam. Het jaar daarop verscheen het eerste nummer van het album Some Small Hope, een samenwerking met David Sylvian. Sindsdien is Astley te gast geweest op cd's van zowel Hideaki Matsuoka als de Silent Poets. From Gardens Where We Feel Secure werd in 2003 opnieuw uitgegeven met een nieuwe hoes en in 2006 bracht ze haar eerste album The Words Between Our Words uit in tien jaar tijd met nieuw materiaal. Dit mini-album bevat Astley die haar eigen poëzie voordraagt op harpmuziek. In 2007 ging ze in première met een lang gedicht Ecliptic, met fluit, harp en vogelgezang.

## Discografie

### Met Victims of Pleasure
- 1980: When You're Young, P.A.M. – 7"
- 1981: Slave to Fashion, Rialto – 7"
- 1982: Jack and Jill, Rialto – 7"

### Solo
Albums
- 1981: She Sat Down and Cried, Crépuscule; — ingetrokken vóór commerciële vrijgave, uitgegeven in 1984 als Promise Nothing.
- 1983: From Gardens Where We Feel Secure, Rough Trade
- 1986: Hope in a Darkened Heart, WEA
- 1992: All Shall Be Well, Nippon Columbia
- 1996: Had I The Heavens, Nippon Columbia
- 2006: The Words Between Our Words – online publicatie gecrediteerd aan Virginia en haar dochter Florence Astley
- 2007: Maiden Newton Ecliptic, Artension

Singles en ep's
- 1982: A Bao A Qu, Why-Fi – 10" ep
- 1983: Love's a Lonely Place to Be, Why-Fi
- 1985: Melt The Snow, Rough Trade
- 1985: Tender, Elektra
- 1985: Darkness Has Reached Its End, WEA
- 1986: Le Song
- 1986: Charm, WEA Japan
- 1987: Some Small Hope, WEA; — met David Sylvian

- International Standard Name Identifier: 0000 0000 3031 7413
- Library of Congress Control Number: n96017158
- MusicBrainz: 481320f8-fa5d-4a66-aab7-c69541417466
- Virtual International Authority File: 11567445